# وتر الكرة
وتر الكرة هو الخط المستقيم الواصل بين أي نقطتين على سطح الكرة.